# Rio Iriri
L'Iriri, ou rio Iriri, est une rivière du Brésil, sous-affluent de l'Amazone par le rio Xingu. Il mesure 1 300 km et traverse l'État du Pará.

## Géographie
L'Iriri prend sa source au sud de l'État du Pará (Serra do Cachimbo) aux confins du Mato Grosso. Il coule vers le nord, puis oblique vers le nord-est, pour rejoindre la rive gauche du rio Xingu au sud de la ville d'Altamira. 
Le cours de l'Iriri est entrecoupé de nombreux rapides et de cascades. Dans le cours inférieur, la navigation reste accessible aux petites embarcations, mais les petits tronçons de rapides compliquent la navigabilité dans la région amazonienne. La rivière est riche en poissons ; elle est utilisée pour la pêche commerciale et sportive.

## Affluents
Son principal affluent est le rio Curuá, en rive gauche, long de 470 km et qui suit un cours presque parallèle.

## Hydrométrie - Les débits mensuels à Pedra do O
Le débit de la rivière a été observé pendant 18 ans (1976-1995) à Pedra do O, localité de l'État du Pará située à quelque 130 kilomètres en amont de son confluent avec le rio Xingu aux environs d'Altamira . 
Le débit annuel moyen ou module observé à Pedra do O durant cette période était de 2 615 m3/s pour un bassin versant de 123 827 km2.
La lame d'eau écoulée dans l'ensemble du bassin de l'Iriri atteint ainsi le chiffre de 666 millimètres par an, ce qui peut être considéré comme moyen au sein du bassin de l'Amazone.
Le rio Iriri est un cours d'eau relativement irrégulier. Le débit mensuel moyen des mois de la période des basses eaux est plus ou moins 30 fois inférieur au débit mensuel moyen de la période de crue (septembre : 212 m3/s - mars : 6 794 m3/s). Sur cette durée de 18 ans, le débit mensuel minimum observé a été de 125 m3/s (septembre), tandis que le débit mensuel maximal se montait à 10 241 m3/s (mars). 